# Диарея
Диаре́я (др.-греч. διά-ρροια — поно́с от др.-греч. δια-ρρέω — течь сквозь или через, протекать), народное название — поно́с — патологическое состояние, при котором у больного наблюдается учащённая (более 2 раз в сутки) дефекация, при этом стул становится водянистым, имеет объём более 200 мл и часто сопровождается болевыми ощущениями в области пупка, экстренными позывами и анальным недержанием. В странах третьего мира диарея является частой причиной младенческой смертности: в 2009 году более 1,5 миллиона детей (возраста до 5 лет) умерли в результате данного патологического состояния. Диарея входит в десятку ведущих причин смертности.
Различают острую и хроническую диарею. Острая диарея длится до двух недель, после чего её можно классифицировать как продолжительную, а затем и хроническую. От острой диареи различного генеза страдают порядка 1,7 миллиарда человек в год. Хроническая диарея, по разным оценкам, встречается у 7—14 % взрослого населения Земли.

## История
Диарея известна человечеству с самого начала его существования. Однако, считается, что первобытные люди редко страдали от диареи, поскольку источники воды обычно не были загрязнены, а пища долго не хранилась. Ситуация с распространением инфекционной диареи менялась с развитием цивилизаций и по мере формирования городских поселений, в которых вопрос чистых источников воды, санитарных условий и избавления от отходов жизнедеятельности не был решён адекватным образом. Геродот упоминает дизентерию, от которой страдало войско Ксеркса во время отступления после битвы при Саламине. Гиппократ описывает разные виды диареи и связывает появление этого симптома с употреблением грязной воды.
Упоминания народных средств от диареи встречаются в том числе в средневековых источниках. Так, в средневековой Европе предлагалось лечить диарею лапчаткой. Также, известно, что индейцы-майя более чем тысячу лет назад начали использовать такие глины, как палыгорскит для изготовления лекарственных средств против диареи.

## Влияние заболевания
Современное мнение специалистов сводится к тому, что изменения, вызванные диареей в организме, могут быть опасными для жизни человека. Сам по себе понос, как симптом, не опасен, но пагубными являются последствия в виде обезвоживания и потери микроэлементов. Хроническая диарея часто вызывает витаминную недостаточность и дефицит минералов, что может повлечь за собой другое заболевание, такое как анемия. Понос может спровоцировать геморрой. Также следует помнить, что диарея чаще всего является симптомом серьёзных заболеваний, таких как панкреатит, хронические гепатиты, заболевания жёлчного пузыря, инфекционные заболевания кишечника и т. д. Кроме того, хроническая диарея, вызываемая разными причинами, может быть ассоциирована с тревожными расстройствами и ощутимо снижает качество жизни больных.

## Особенности
Диарея развивается вследствие нарушения нормального функционирования кишечного тракта, ускорения пищеварительного процесса, что и приводит к разжижению испражнений и учащению дефекации.
Понос обычно вызван вирусной или бактериальной инфекцией и пищевым отравлением. Чаще всего возбудителями поноса являются бактерии Escherichia coli и сальмонеллы, которые содержатся в загрязнённой пище и воде. Также очень распространённым возбудителем является бактерия Clostridium difficile, рост численности которой в кишечнике часто обусловлен длительным приёмом антибиотиков или инфекцией при нахождении на стационарном лечении. Диарея, вызванная бактериальной инфекцией, чаще всего возникает у туристов, посещающих экзотические страны, поэтому её также иногда называют «диареей путешественников». Диарею также могут вызвать вирусы простого герпеса и гепатита.
Кроме того, диарея может быть вызвана некоторыми лекарственными препаратами, например, антибиотиками.

## Патогенез
Различают несколько видов диарей по патогенезу.
Секреторная диарея. Патологический процесс локализуется в тонком кишечнике. Характерна для холеры. Бактериальный энтеротоксин активирует аденилатциклазу энтероцитов, что приводит к нарастанию внутриклеточной концентрации цАМФ. В результате нарушается трансмембранный транспорт ионов Na+ и Сl− с накоплением их в просвете кишки. По нарастающему осмотическому градиенту за ними следует вода, что и приводит к появлению обильного жидкого стула.
Без своевременной регидратационной терапии возможна смерть от гиповолемического шока. После удаления энтеротоксина, работа ЖКТ полностью восстанавливается. Причиной секреторной диареи могут также стать вирусные кишечные инфекции, гормональноактивные опухоли (карциноид, ВИПома, гастринома). Помимо этого, такой вид диареи может быть спровоцирован приёмом секреторных слабительных и препаратов простагландинов.
Инвазивная диарея. Патологический процесс локализуется в толстой кишке. Характерна для дизентерии, амёбиаза. Развивается вследствие инвазии микроорганизмов в стенку кишки и развития местного экссудативного воспаления.
Осмотическая диарея. Данный вид диареи возникает из-за гиперосмолярности кишечного содержимого, например, при приёме солевых слабительных, при внутриклеточном паразитировании кокцидий или вирусной инфекции (ротавирусы, ретровирусы). В последнем случае, вследствие повреждения энтероцитов, нарушается мембранное пищеварение. Избыток дисахаридов, пептонов и других неферментированных веществ в просвете тонкой кишки способствует развитию осмотической гипоферментативной диареи.
Стул становится объёмным, водянистым. В копроцитограмме отмечается большое количество элементов слущенного эпителия.
Моторная диарея. Связана с возрастанием двигательной пропульсивной активности (гиперкинетическая моторная диарея) вследствие усиления стимулирующих моторику регуляторных влияний (серотонин, холецистокинин). Возможна связь со стрессом. Такой вариант моторной диареи типичен для СРК, функциональной диареи. Характер стула — полуоформленый, небольшими порциями, объём не более 300 мл.
Другой вариант моторной диареи — гипотонический, характеризуется снижением тонуса кишечной стенки, что характерно для диабетической энтеропатии. При этом происходит холинергическая денервация тонкой и толстой кишки, нарушающая тонический и пропульсивный компоненты моторики. Помимо диабетической энтеропатии такой вид диареи может быть спровоцирован склеродермией и амилоидозом.
Экссудативная диарея. Обычно обусловлена воспалением и изъязвлением слизистой оболочки толстой кишки (язвенный колит, болезнь Крона, ишемический колит, дивертикулярная болезнь, инвазивные инфекции, туберкулёз) с выделением в просвет крови, слизи, гноя, белкового экссудата. Если к доминирующему экссудативному компоненту диареи не присоединяется секреторный, то стул жидкий, скудный (в пределах суточной нормы) с небольшим количеством каловых масс или без них.

## Причины диареи
К развитию острой или хронической диареи приводят несколько групп разных причин. Среди них как патологии отдельных органов пищеварительной системы, так и инфекции, нейрофункциональные и эндокринные расстройства, гормональноактивные опухоли, токсины, побочные действия лекарств.

### Острая диарея
- Бактериальные инфекции (дизентерия, сальмонеллёзы, холера, кампилобактериоз, иерсиниоз и др.)
- Вирусные инфекции (ротавирусная инфекция, цитомегаловирус, СПИД, герпес и др.)
- Энтеротоксигенные причины (стафилококки)
- Паразитарные и грибковые инфекции
- Попадание в организм токсикантов и лекарств (уремия, алкогольная интоксикация, побочные эффекты препаратов, длительный приём антибиотиков)
- Синдром отмены при бросании зависимостей

### Хроническая диарея
- Гастрогенные причины (нарушения в работе желудка: атрофические гастриты, резекция желудка, демпинг-синдром)
- Хронический панкреатит
- Нарушения в работе печени (обструкция желчных протоков)
- Нарушения в работе тонкого кишечника (непереносимость лактозы, целиакия, болезнь Крона, болезнь Уиппла, лимфофолликулярная гиперплазия, синдром короткой кишки)
- Нарушения в работе толстого кишечника (язвенный колит, болезнь Крона, ишемический колит, псевдомембранозный энтероколит, коллагеновый колит, лимфоцитарный колит, эозинофильный колит, полипоз, опухоли)
- Нейрофункциональные причины (синдром раздраженного кишечника)
- Эндокринные причины (сахарный диабет, тиреотоксикоз, болезнь Аддисона)
- Сосудистые причины (ишемия тонкого кишечника, васкулиты)
- Гормональноактивные опухоли (ВИПома, гастринома, карциноид, медуллярная карцинома щитовидной железы)

## Лечение

### Острая диарея
Наибольшую опасность для человека при острой диарее представляет обезвоживание организма, поэтому первой мерой при лечении должна быть регидратационная терапия. Для этих целей наиболее эффективным является применение растворов солевых регидратантов. Как правило, они представляют собой готовую сбалансированную смесь хлорида натрия, хлорида калия, цитрата натрия и глюкозы. При отсутствии лекарственных средств данной группы необходимо хотя бы просто обильное питье (негазированная минеральная вода, морсы, соки и т. п.). При этом главной задачей является не лечение диареи, так как это лишь симптом целого ряда патологических состояний, а выяснение факторов, ставших его причиной.
После регидратации или предотвращения дегидратации рекомендуется снять непосредственно симптомы диареи. Эффективными средствами от диареи, как симптома, являются такие препараты, как субсалицилат висмута, дифеноксилат и лоперамид. Согласно клиническим исследованиям, последний препарат является наиболее действенным и лучше других нормализует консистенцию стула, имея меньше побочных эффектов на нервную систему. Он является агонистом опиоидных рецепторов и способен замедлять перистальтику кишечника, повышая при этом тонус анального сфинктера и снижая частоту актов дефекации. Этот препарат хорошо переносится и не имеет наркотического действия даже в крупных дозах.
Механизм действия лоперамида состоит в замедлении перистальтики кишечника, уменьшении выделения жидкости и роста бактериальных клеток, усилении абсорбации жидкости и электролитов, уменьшении потери из просвета ЖКТ иммуноглобулинов, которые подавляют оставшиеся патогены. Кроме того препарат повышает тонус прямой кишки, улучшая контроль анального сфинктера, снижает гиперсекрецию слизи, угнетает сократительную способность желчного пузыря.
Лоперамид доступен в формах, обеспечивающих растворение лекарства на языке за несколько секунд (с 2009 года доступен лоперамид в формате лиофилизированных таблеток, изготовленных по технологии Zydis — Imodium Instant Melts. Такой формат удобен тем, что не требует запивания водой, таблетки растворяются на языке за несколько секунд. Лекарства на основе лоперамида могут использоваться как для лечения острой, так и для облегчения хронической диареи, однако их не рекомендуется принимать в случаях наличия крови в стуле.
После принятия мер по снятию симптомов следует выяснить причины появления диареи, проанализировав эпидемиологическую ситуацию (наличие вспышек заболеваний, сезон, употребленную пищу, антибиотики, посещение больным клиник или путешествия) и клиническую картинку (наличие крови в стуле, болей в животе, дизентерии, воспаления, исхудания).
При выраженных симптомах, воспалении, наличии крови в стуле или подозрении на начало вспышки инфекционного заболевания, требуется взять анализ кала, информировать службы санитарно-карантинного контроля и сохранять замороженные образцы кала, воды и пищи, употребленной больным.
При нехватке витаминов необходимо лечение. Понос при колите лечат препаратами, снимающими воспаление.
При лечении от бактериальной инфекции назначаются антибиотики.
Приём энтеросорбентов является этиотропным и патогенетически обоснованным методом лечения, в первую очередь, секреторных диарей. Чаще всего такой тип диарей вызывается вирусами и назначение антибиотиков в таком случае неуместно. Энтеросорбенты сорбируют патогенные микроорганизмы, токсины и выводят их из организма в связанном состоянии естественным путём. Лечение энтеросорбентами применяется как в комплексной терапии вместе с антимикробными препаратами, так и как самостоятельная терапия.
Основными используемыми энтеросорбентами на данный момент являются: Полифепан, Диосмектит, Коапектат, Энтеросорб, Энтеросгель и другие. Однако, многие медики и ученые указывают на недостаток сведений об эффективности энтеросорбентов при лечении диареи. По этой причине препараты данного класса не рекомендованы Всемирной организацией гастроэнтерологов

### Хроническая диарея и синдром раздраженного кишечника
Распространенной причиной хронической диареи является синдром раздраженного кишечника. При хронической диарее такого рода показаны агонисты опиодных рецепторов, такие как, Лоперамид, энтеросорбенты, и, в случае длительной (более 6 месяцев) хронической диареи у женщин — Алосетрон (антагонист 5-гидрокситриптаминого (5-НТ3) рецептора). Терапевтическое действие могут оказывать отдельные штаммы пробиотических культур, среди которых Bifidobacterium lactis DN-173 010, Bifidobacterium animalis subsp. lactis BB-12 и пробиотический коктейль VSL#3. Нередко синдром раздраженного кишечника связан с тревожными расстройствами психики и в этом случае облегчение симптомов и, в том числе, диареи, может наступить в результате психотерапии.
Терапия хронической диареи требует точной постановки диагноза, поскольку этот симптом может вызываться множеством разных заболеваний. Для этого может потребоваться проведение таких анализов, как полный анализ крови, тесты функциональности печени, поджелудочной и щитовидной железы, колоноскопия. Терапия при этом зависит от конкретного заболевания.

## Распространение и профилактика диареи
Различные виды диареи являются распространенной причиной детской смертности в развивающихся странах, а также экономически значимой причиной временной утраты трудоспособности взрослых по всему миру. Существует ряд причин, которые приводят к широкому распространению различных видов диареи.

### Санитарные условия и качество воды
В развивающихся странах множество людей живёт в условиях бедности, что не позволяет им иметь просторные чистые жилища, эффективную канализацию, холодильники для хранения еды. Многим приходится жить в тесном контакте с животными, способными переносить патогенов. Более того, люди в таких регионах часто лишены качественного медицинского обслуживания.
Отсутствие канализации, оборудованных туалетов и очистных сооружений приводит к загрязнению воды, в том числе, и человеческими фекалиями и увеличивает скорость распространения возбудителей диареи и других опасных симптомов.
Большой набор исследований указывает на то, что улучшение санитарных условий и качества воды значительно снижает риск распространения болезней, вызывающих диарею. Регулярное мытье рук с мылом или дезинфицирующими средствами также позволяет снизить риск.

### Питание
Питание играет важную роль в нормальном функционировании организма. Недостаток отдельных нутриентов, таких как цинк или витамин А, может приводить к снижению иммунитета, что, в свою очередь, способно повысить риск возникновения диареи или тяжелого течения заболевания. В развивающихся странах люди часто не могут себе позволить корректировать режим питания или устранить дефицит отдельных нутриентов в случае возникновения диареи. Применение пищевых добавок витаминов и микроэлементов может снижать риск возникновения диареи или её тяжелого течения.

## Диета
Необходимо отказаться от таких продуктов как:
- жирная пища
- кофе
- алкоголь
- фруктовые соки
- свёкла, бобовые, огурцы, редис, редька
- сливы, виноград
- молоко, сливки, йогурты, ряженка
- сладкое
- чёрный хлеб
- соусы, пряности

Рекомендуются:
- отварной рис[37]
- бананы
- яблочное пюре
- сухари из белого хлеба
- котлеты или фрикадельки из нежирного мяса, приготовленные на пару или отварные

## Применение пробиотиков при лечении и профилактике диареи
По мнению Американской гастроэнтерологической ассоциации (AGA), штаммы только определённых микроорганизмов-пробиотиков целесообразно использовать при лечении некоторых видов диарей:
- инфекционная диарея, вызванная ротавирусной инфекцией, в том числе у младенцев и маленьких детей — штаммы лактобактерий видов Lactobacillus rhamnosus, Lactobacillus casei, Lactobacillus reuteri[39];
- антибиотико-ассоциированная диарея — дрожжевые грибки Saccharomyces boulardii, которые могут предотвратить рецидивы наиболее опасных и наиболее часто встречающихся антибиотико-ассоциированных диарей, вызываемых Clostridium difficile.

В то же время, AGA считает, что в настоящее время отсутствуют доказательства эффективности применения пробиотиков при диарее путешественников.